# 洪庆街道
洪庆街道，是中华人民共和国陕西省西安市灞桥区下辖的一个乡镇级行政单位。

## 行政区划
洪庆街道下辖以下地区：
洪庆新村社区、庆华社区、航天四院社区、二炮社区、栗沟村、野鸡胡村、常王村、水泉子村、阴坡村、丁张胡村、上鲁峪村、下鲁峪村、郭李村、安庄村、车丈沟村、唐刘村、王柯寨村、吴肖亚村、新兴村、燎原村、王村、岳家沟村、枣官瓦村、街子村、砚湾村、东候村、西候村、惠东村、惠西村、路家湾村、田王村、赵东村和赵西村。